# Stążki (powiat sztumski)
Stążki (dawn. pol. Sztembark, Sztemberk, niem. Stangenberg) – osada w Polsce położona w województwie pomorskim, w powiecie sztumskim, w gminie Mikołajki Pomorskie.
W latach 1975–1998 miejscowość położona była w województwie elbląskim.
W tutejszym zamku urodził się Jan Kostka ze Sztemberku (1529–1581), podskarbi ziem pruskich, sekretarz Zygmunta Augusta i jeden z twórców Unii lubelskiej.

## Zabytki
Według rejestru zabytków NID na listę zabytków wpisany jest zespół dworski, XVII–XX w.:
- dwór, nr rej.: A-923 z 10.07.1996
- park, nr rej.: A-923 z 26.07.1978.